# Alfred F. Beiter

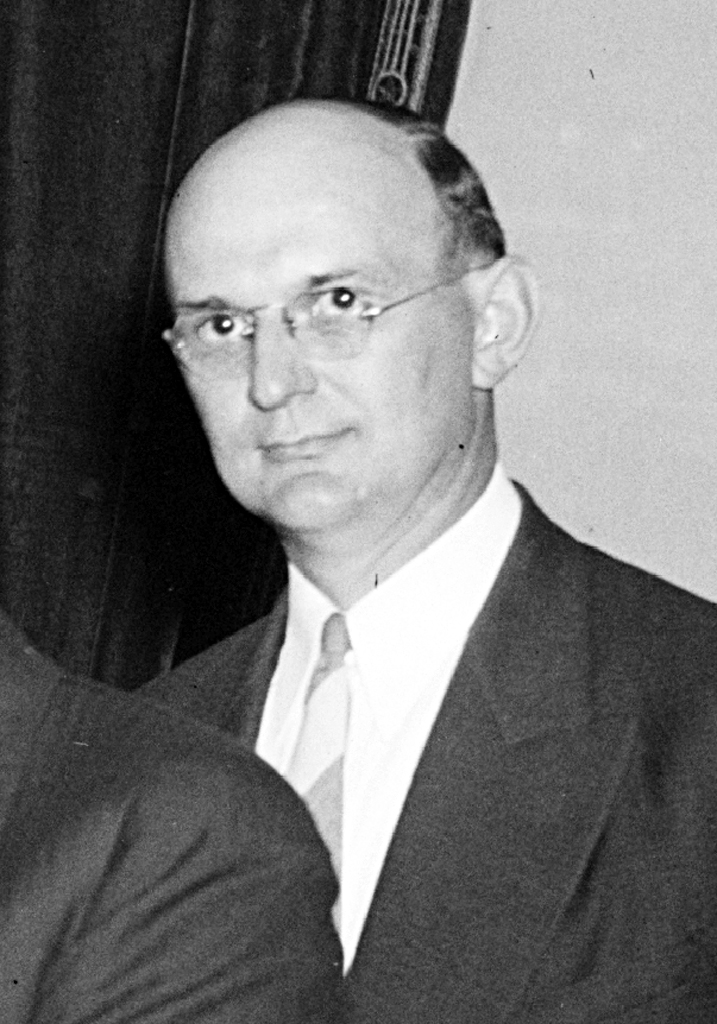
Alfred F. Beiter (1937)

Alfred Florian Beiter (* 7. Juli 1894 in Clarence, Erie County, New York; † 11. März 1974 in Boca Raton, Florida) war ein US-amerikanischer Politiker. Zwischen 1933 und 1939 sowie nochmals von 1941 bis 1943 vertrat er den Bundesstaat  New York im US-Repräsentantenhaus.

## Werdegang
Alfred Beiter besuchte die öffentlichen Schulen seiner Heimat und die Williamsville High School. Anschließend studierte er an der Niagara University in Niagara Falls. Zwischen 1915 und 1929 arbeitete er in Williamsville im Handel.  Politisch wurde er Mitglied der Demokratischen Partei. Von 1930 bis 1933 war er Bürgermeister in Amherst.
Bei den Kongresswahlen des Jahres 1932 wurde Beiter im 41. Wahlbezirk von New York in das US-Repräsentantenhaus in Washington, D.C. gewählt, wo er am 4. März 1933 die Nachfolge von Edmund F. Cooke antrat. Nach zwei Wiederwahlen konnte er bis zum 3. Januar 1939 drei Legislaturperioden im Kongress absolvieren. Während dieser Zeit wurden dort viele New-Deal-Gesetze der Roosevelt-Regierung verabschiedet. 1935 wurden erstmals die Bestimmungen des 20. Verfassungszusatzes angewendet, wonach die Legislaturperiode des Kongresses jeweils am 3. Januar endet bzw. beginnt. Seit 1937 war Beiter Vorsitzender des Committee on War Claims.
1938 unterlag Alfred Beiter dem Republikaner J. Francis Harter. In den Jahren 1939 und 1940 arbeitete er für das US-Innenministerium. Bei den Wahlen des Jahres 1940 wurde er erneut im 41. Distrikt seines Staates in den Kongress gewählt, wo er am 3. Januar 1941 Francis Harter wieder ablöste. Da er im Jahr 1942 nicht bestätigt wurde, konnte er bis zum 3. Januar 1943 nur eine weitere Amtszeit im US-Repräsentantenhaus verbringen, die von den Ereignissen des Zweiten Weltkrieges geprägt war.
Zwischen 1944 und 1948 betrieb Alfred Beiter in Buffalo eine Brutanstalt. Außerdem war er im Futtermittelgeschäft tätig. Von 1949 bis 1961 war er Präsident der Nationalen Zollvereinigung (National Customs Service Association). Danach war er bis 1964 beim US-Finanzministerium als stellvertretender Leiter der Zollabteilung angestellt. Anschließend ging er in den Ruhestand, den er in Boca Raton verbrachte. Dort ist er am 11. März 1974 auch verstorben.